# Apantesis nais
Apantesis nais là một loài bướm đêm thuộc phân họ Arctiinae, họ Erebidae.